# Pâte de fruits
La pâte de fruits est une confiserie obtenue à partir de fruits cuits avec du sucre et éventuellement de la pectine. Coulée dans un moule ou découpée en carré ou en rectangle, il s'agit à l'origine d'une méthode de conservation de la chair des fruits, d'où son nom de « confiture sèche ».

## Origine
L'invention des pâtes de fruits remonterait au Xe siècle. Le milieu du XVe siècle voit les premières mentions de pâtes de fruits fabriquées. Ces dernières sont réalisées autour de Clermont-Ferrand et sont connues en Occident sous le nom de "pâtes d'Auvergne".
La région Auvergne a été l'une des principales régions productrices de pâtes de fruits en France : les fabricants de pâtes de fruits d’Auvergne s’obligent à utiliser de 67 à 100 % de pulpes (2/3 minimum des pulpes mises en œuvre), conformément à la recette déposée des pâtes de fruits d’Auvergne en 1947 par la « Chambre syndicale des Confiseurs, Confituriers et Conserveurs de Fruits d’Auvergne » de l’époque. Elle est aujourd'hui supplantée par le Vaucluse qui en est devenu le premier fabricant.

## Confection

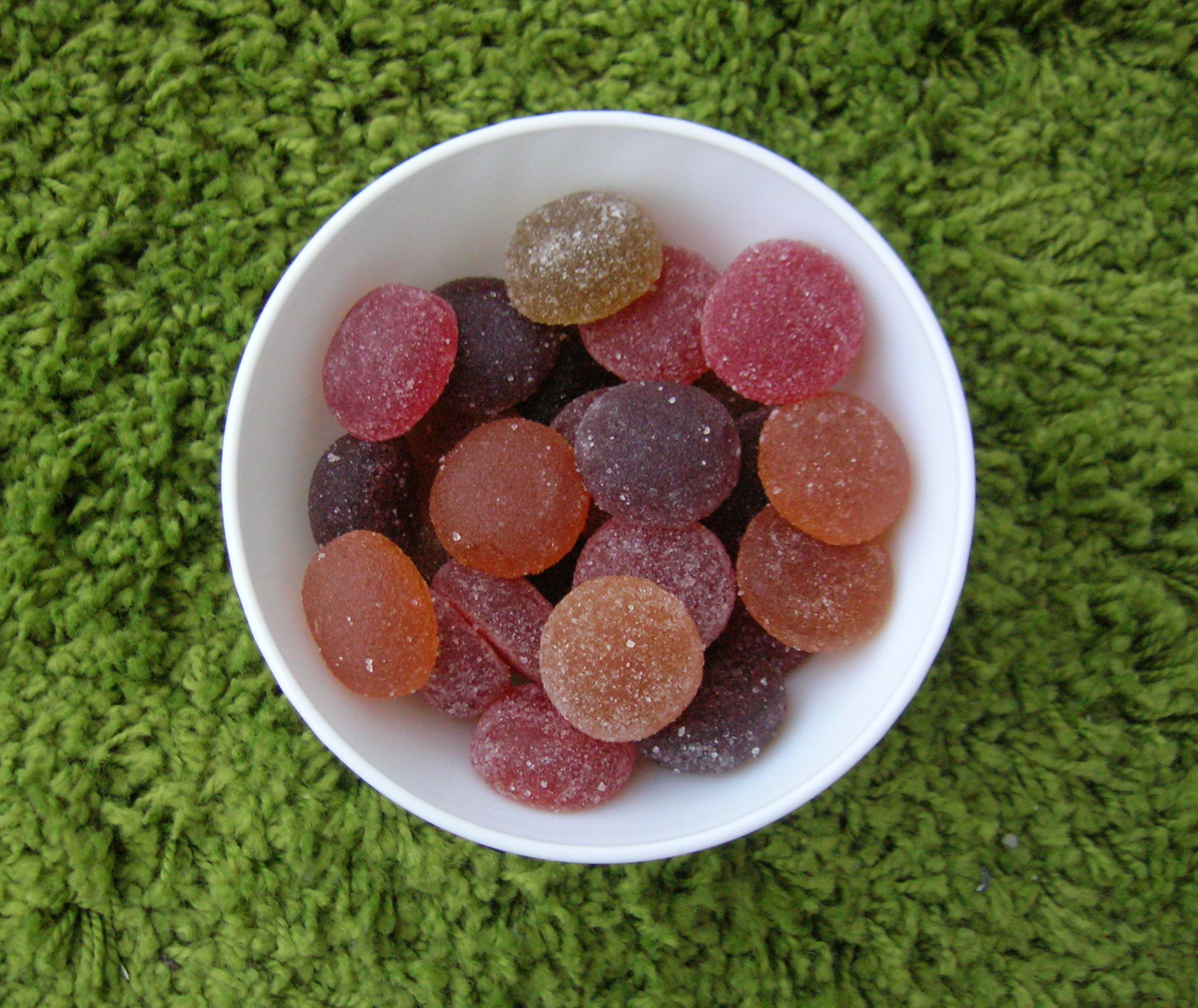
Pâtes de fruits d'Auvergne fabriquées à Saulcet.

Il existe de nombreux types de pâtes de fruits, les plus courantes étant la pâte de coing, d'abricot, de pomme, d'agrume, de prune, etc. Pour une meilleure qualité, il est préférable que les fruits soient frais. C'est le sucre qui permet de conserver ces fruits réduits en purée. Au cours de la cuisson, le mélange doit s'épaissir sans se caraméliser. Après deux ou trois jours de séchage, elle est démoulée ou découpée en différentes formes géométriques puis roulée dans du sucre cristallisé.